# Inundación en La Plata de 2013
La inundación en La Plata de 2013 fue un evento que afectó a la ciudad de La Plata, capital de la provincia de Buenos Aires, Argentina, y sus zonas aledañas entre el 2 y el 3 de abril de 2013, con un registro de precipitaciones, extraordinarias más recurrentes en la región con más de 400 mm acumulados en cuatro horas. Las lluvias generaron una fuerte inundación en toda el Área Metropolitana de Buenos Aires, en donde el saldo fue de 89 muertos confirmados judicialmente.

## Acontecimientos
- Artículos en Wikinoticias: Inundaciones en Argentina dejan más de 50 muertos y miles de personas afectadas

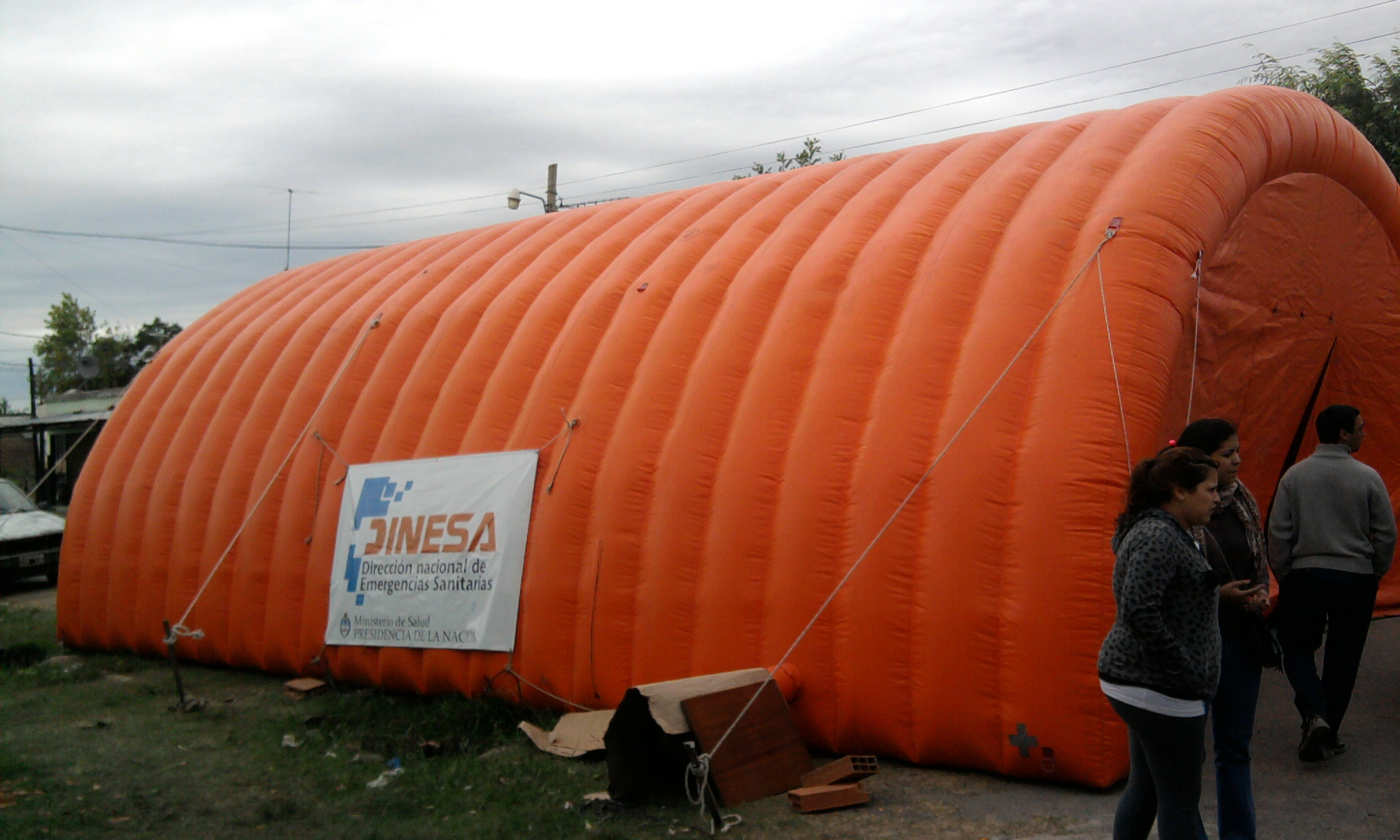
Carpa de la Dirección Nacional de Emergencias Sanitarias del Ministerio de Salud de la Nación, en Villa Elvira.

El 2 de abril de 2013, la ciudad de La Plata y sus cercanías fueron afectadas por una lluvia continua. El Servicio Meteorológico Nacional informó que 181 mm cayeron entre las 18 y las 21, pudiendo suponerse un valor de hasta 200 mm en otras áreas no medidas; las ciudades de Ensenada y Berisso y los barrios platenses de Los Hornos, Villa Elvira y Tolosa fueron los más afectados junto al casco céntrico de la ciudad. La cantidad de víctimas fatales confirmadas fue de 89. Se registraron un total de 2200 evacuados.

## Situación meteorológica

### Situación sinóptica o condiciones del entorno
El 30 de marzo se observaba un eje de valores mínimos de la presión al oeste de la costa del pacífico, el que rápidamente evolucionó hacia un centro de baja presión cerrado en niveles medios de la troposfera (conocido como gota fría, DANA o baja segregada). A partir del 1 de abril este centro cerrado se fue desplazando muy lentamente de oeste a este, sobre el centro del país. Este centro de baja presión generó condiciones favorables para movimientos de ascenso generalizado en el centro-este de la Argentina, condición necesaria para la formación de nubosidad. Durante el 2 de abril el desarrollo de una incipiente onda frontal ubicada en el oeste de la provincia de Buenos Aires, en combinación con un anticiclón de 1023hPa ubicado al sudeste de Mar del Plata, generó vientos intensos y persistentes del cuadrante noreste sobre el este de la provincia. Esta condición favoreció el ingreso de aire húmedo en la región afectada por las precipitaciones intensas, que se evidenció en el sostenido aumento del contenido de vapor de agua, que alcanzó valores máximos de entre 40 y 45 mm en Ezeiza en la madrugada del 2 de abril. Los emagramas obtenidos a través de una radiosonda mostraban un perfil vertical de viento del cuadrante noreste en un espesor de aproximadamente 1500 m de altura, que durante el 1 de abril se extiende a mayor altura.

### Evolución del evento en la Ciudad de La Plata y alrededores
Las primeras áreas de precipitaciones se desarrollaron sobre el Río de la Plata y se desplazaron en dirección SSO. Cerca de las 16:00 HOA, un área importante de lluvias y tormentas ingresó sobre los partidos de Ensenada y Berisso, para continuar sobre el borde este del partido de La Plata. Una de las celdas generó además un tornado en las cercanías de la localidad de Ensenada. Entre las 17:00 y las 17:10 HOA una primera celda de tormentas alcanzó la Ciudad de La Plata, manteniéndose en esa zona por un tiempo aproximado de una hora. Al mismo tiempo, en las sucesivas imágenes se observa que las celdas de tormenta no muestran un desplazamiento importante, lo cual hace pensar que las mismas se estaban regenerando siempre sobre la misma zona, favoreciendo con ello la persistencia de las lluvias en dicha región. Si bien, el área afectada por las precipitaciones más intensas (según la información del radar) se extendió formando una franja con orientación N-S desde el límite entre Berisso y Ensenada, y hacia el partido de La Plata, cerca de las 20:00 HOA se desarrolló de una celda de tormenta bastante intensa sobre la ciudad de La Plata, la que se mantuvo allí por aproximadamente dos horas (hasta las 22:00 HOA). Luego, toda el área de mal tiempo comenzó a desplazarse hacia el este, en dirección al Río de la Plata.

## Algunas causas de la inundación
La Facultad de Ingeniería de la Universidad Nacional de La Plata dio a conocer un informe sobre las causas y consecuencias de la catástrofe ocurrida en La Plata el 2 de abril de 2013:
- La inundación propiamente dicha, entendiéndose como tal la elevación de niveles líquidos y la generación de escurrimientos de alta velocidad, que tuvo su origen principal en la magnitud de la tormenta que fue de carácter extraordinario.
- La existencia de zonas altamente urbanizadas emplazadas sobre los propios cauces y zonas aledañas. En esta ocupación de los valles de inundación debe centrarse el origen de los mayores daños registrados durante el evento.
- La inexistencia de una gestión integral del riesgo de inundaciones debe señalarse como una causa trascendente al momento de analizar las consecuencias del evento, principalmente en lo referente a la pérdida de vidas. La falta de gestión del riesgo de inundaciones fue determinante en la falta de implementación de acciones preventivas, correctivas y de acción durante la emergencia.
- Excesivo crecimiento del cinturón hortícola platense (el principal del país) sin una planificación de escurrimiento hidráulico.
- La existencia de unas 1500 a 2000 ha de invernaderos hacia el oeste de la ciudad, equivalentes a 1500 a 2000 manzanas impermeabilizadas, hicieron que la lluvia que históricamente infiltraba en el suelo, cayera sobre el polietileno de los invernaderos y luego se escurrieran hacia el este, hacia la ciudad de La Plata. Quintas hortícolas a la altura de la ruta 36, 7 a 10 km al oeste, que estuvieron inundadas y luego esa agua se dirigió hacia la ciudad.
- Eventos climáticos súbitos, violentos, y recurrentes como una lluvia de más de 180 mm en tres horas (teniendo potencial el sistema climático para precipitar más de 300 mm en 3 horas.[10]
- Basura y otros objetos que tapaban las canaletas y desagües.
- Impermeabilización del suelo debido al crecimiento de superficie de cemento a causa del Código de Ordenamiento Urbano (COU).
- Elevado nivel de construcción en zonas anegadizas y en límite con Arroyo del Gato y arroyo Maldonado de La Plata.
- Cambio climático.
- Falta de mantenimiento de los arroyos que cruzan la ciudad.

## Otras causas

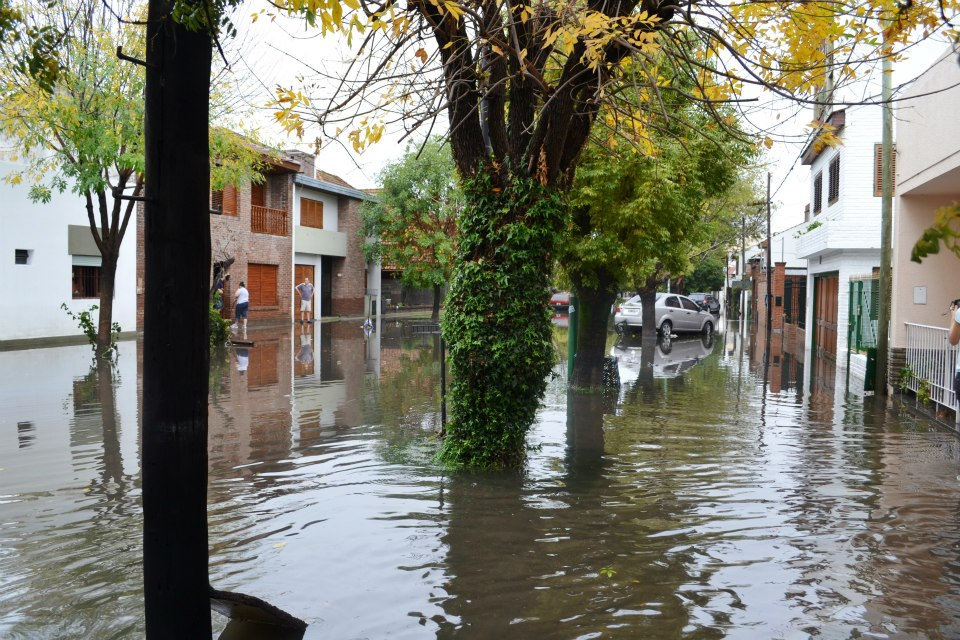
Barrios desbordados de agua, el día después de la inundación.

El arquitecto Roberto Livingston y el ambientalista Osvaldo Guerrica Echevarría sindicaron los errores de diseño y el cambio climático como principales causas de las inundaciones.
Existe la teoría de que la Autopista Buenos Aires/La Plata haya sido, en parte, una causa de la inundación, ya que no contaba con la cantidad necesaria de puentes para el correcto drenaje del agua, cuestión que había sido suscitada pero no tenida en cuenta durante su construcción. Esta deficiencia habría dejado al arroyo El Gato como único canal de desagüe.
De este modo, las causas específicas observadas serían:
En el año 2007, un informe del Departamento de Hidráulica de la Facultad de Ingeniería de la Universidad de La Plata había determinado problemas de desagüe en la cuenca del arroyo El Gato. También se había alertado sobre la necesidad de hacer frente al desborde de los piletones de la Avenida 32, que ante lluvias fuertes expulsaban agua en lugar de retenerla. Una cuestión de fondo sería el desordenado crecimiento demográfico del inmobiliario que tuvo La Plata en los últimos diez años que hizo desaparecer grandes espacios verdes, edificios históricos y diagonales. Se estimó que se construyeron más de 800 mil metros cuadrados entre 2003 y 2008, mientras que un millón de metros se edificaron en los últimos dos años anteriores a la inundación. También se consideró que el Código de Ordenamiento Urbano de La Plata del año 2009 habilitó la construcción de más torres en la zona céntrica y que esto habría potenciado la inundación.
Asimismo, existe una investigación contra la destilería de YPF en Ensenada por una acusación que sostiene que el cierre de la compuerta de un canal, realizado para combatir un incendio que se produjo como consecuencia del temporal, fue el causante principal de la inundación.
El informe del Departamento de Hidráulica de la Facultad de Ingeniería de la Universidad Nacional de La Plata sostiene que las obras de estructura hidráulica no estaban preparadas para el evento, que no fue emitido el alerta meteorológico a tiempo y que las acciones desplegadas por los funcionarios públicos fueron tardías, insuficientes y caóticas.
La Municipalidad de La Plata tiene la responsabilidad por los conductos de desagües pluviales. Además el Comité de Emergencias Municipal tiene un Protocolo de Emergencia para eventos como este que debería haber actuado.

## Reacciones
La presidente en ejercicio en aquel entonces, Cristina Fernández de Kirchner, indicó que frente a «la inoperancia y la ineficacia, los que más la terminan sufriendo son los vulnerables, los que más protección tendrían que tener» y subrayó que «hay problemas estructurales que no tienen que ver con el temporal» y anunció una auditoría.
El gobernador de la provincia de Buenos Aires, Daniel Scioli, dijo «Un diluvio sin precedentes en la historia». Declaró asueto administrativo y educativo.

## Coordinación de tareas
El Secretario de Seguridad de la Nación, Sergio Berni y la ministra de Desarrollo Social, Alicia Kirchner recorrieron las zonas afectadas, y visitaron un centro de donaciones
El gobernador de la Provincia de Buenos Aires, Daniel Scioli, recorrió un centro de evacuados ubicado en Tolosa (una de las zonas más afectadas), y el Club San Martín, sitio donde se había centrado la ayuda para los afectados por la inundación.
La titular del poder ejecutivo nacional llegó en helicóptero y dialogó con afectados por el temporal en el barrio de Tolosa: «Yo lo viví cuando era chica, tenía 15 años, se inundó mi casa allá en la calle 7», dijo, para agregar «era la época que no estaba entubado el arroyo El Gato, por eso sé, y quise venir porque sé lo que es tener el agua hasta acá, adentro de tu casa.», «Mamá esta sin luz y gas pero no se quiere ir de la casa porque el agua le llegó a la puerta, tiene miedo que vuelva a llover y no se quiere ir porque tiene una gotera en el techo» la presidenta desconocía que el Arroyo El Gato nunca fue entubado. La Presidenta recorrió parroquias y colegios y se reunió con jóvenes voluntarios donde, sentada junto a ellos en el piso, se interiorizó sobre los mecanismos de ayuda a los afectados. Posteriormente  Cristina Fernández de Kirchner decretó tres días de duelo nacional por medio del decreto N° 341/13.

### Consecuencias

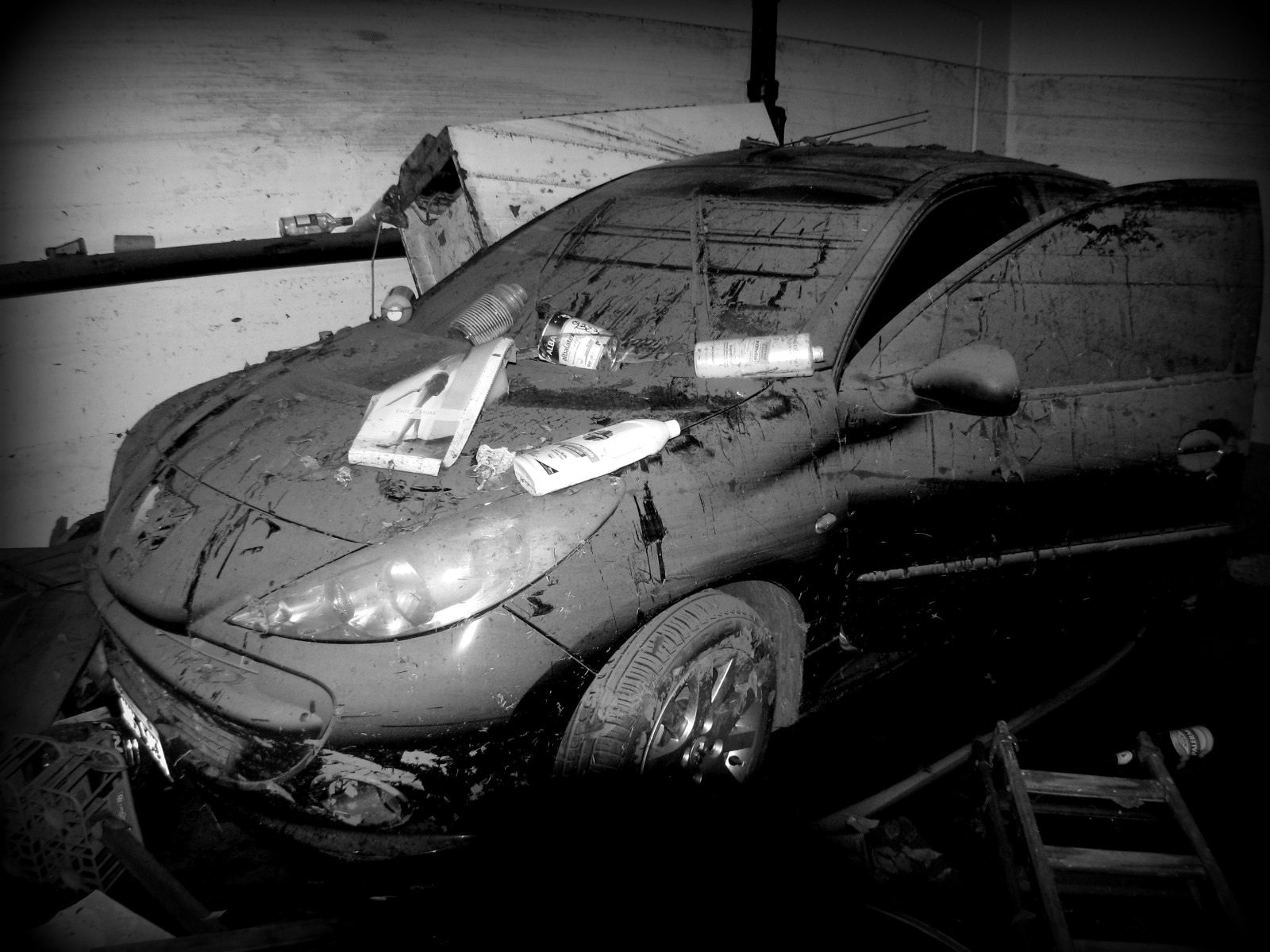
Un auto estacionado en una cochera de Tolosa, luego de la inundación.

Las inundaciones causaron un incendio en la destilería de YPF en Ensenada. En un comunicado la empresa informó que «La emergencia se produjo en medio de este fenómeno climático, por una acumulación extraordinaria de agua de lluvia y un corte de energía eléctrica de todo el complejo» alrededor de las 20:00 del 1 de abril y que «Pasadas las cuatro de la mañana, el personal que trabajó en el lugar logró detener el fuego. Actuaron dos dotaciones de bomberos y personal especializado de la empresa. En las tareas de contención no se registraron heridos».
YPF puso en marcha un plan de emergencia para asegurar el normal abastecimiento de combustible a las estaciones de servicio.
Hubo acusaciones cruzadas entre el gobierno nacional, el gobierno provincial y el gobierno municipal sobre las responsabilidades, lo que desencadenó el malestar de los afectados.
El intendente de La Plata, Pablo Bruera, del Partido del Progreso Social (corriente interna del Partido Justicialista platense), desató el enojo de los vecinos al asegurar por Twitter que estaba recorriendo las zonas afectadas mientras estaba de vacaciones en una playa de Brasil.

## Consecuencias económicas
En ciudad de La Plata, 120.000 usuarios fueron afectados por cortes en el suministro de energía eléctrica, 190.000 afectados, más de 70.000 viviendas inundadas y pérdidas económicas estimadas en 3.400 millones de pesos.

## Consecuencias legales
Ante la Justicia, los responsables del SMN explicaron que el radar que debía monitorear el fenómeno que se avecinaba en La Plata estaba roto. El principal foco del temporal ocurrió entre las 16:00 y las 19:00 horas de ese día. No fue hasta un año después que la Justicia logró establecer la cifra de víctimas fatales provocada por la tragedia. Los muertos fueron 89, el 70 por ciento de ellos mayores de 65 años. La investigación realizada por el juez en lo Contencioso Administrativo de La Plata Luis Arias abrió la posibilidad de que otras 16 personas hayan muerto durante el temporal, aunque no se logró comprobar el número en forma fehaciente. El citado magistrado dispuso además, la adpación de procedimientos de registración de decesos, la relocalización de las personas que vivían en lo márgenes de los arroyos Del Gato y Maldonado, así como la suspensión de emprendimientos inmobiliarios, entre otras causas que generaron zozobra en ámbitos políticos y empresariales.
El juez en lo Contencioso Administrativo de La Plata, Luis Arias, fue luego suspendido y destituido por un jury impulsado durante el gobierno de María Eugenia Vidal. El magistrado recibió el apoyo de organizaciones políticas, sociales y de derechos humanos. De hecho, la Asamblea de Inundados de Tolosa expresó su apoyo a Arias por "propiciar que se investigue a fondo la cantidad de muertes de la inundación". 
Ni el gobernador Scioli ni el intendente Bruera (este último con un bochornoso intento de ocultamiento de sus vacaciones en Brasil) tuvieron siquiera una indagatoria por estos hechos. Los procesos penales por las inundaciones en La Plata se cerraron con un único acusado, Sergio Ariel Lezana, funcionario de Defensa Civil de esa ciudad, quien aceptó su culpabilidad y pidió que se le aplique el máximo de la condena por el delito de "incumplimiento de los deberes de funcionario público". De esta forma se estableció la pena que consistió en el pago de $12.500 y un año de inhabilitación para ejercer cargos públicos. Lezana fue el primer funcionario en ser sometido a un juicio oral y público por la inundación, e iba a ser juzgado conjuntamente con el jefe de Defensa Civil de la provincia, Miguel Ángel Di Lorenzo, pero este último falleció meses antes del juicio.

## Plan de Gestión Integrada de Riesgos de Desastres
La Universidad Nacional de La Plata junto con la Universidad Tecnológica Nacional propusieron un Plan de Gestión Integrada de Riesgos de Desastres (GRID), y crearon la colección Emergencia Hídrica dentro del Servicio de Difusión de la Creación Intelectual, el repositorio institucional de la UNLP, para reunir trabajos (artículos, informes técnicos, libros y otros) que contribuyan al desarrollo del plan y sirvan como base de datos para futuros trabajos en el área.

### Beneficios para damnificados
El 8 de abril de 2013, el Gobierno nacional, a través de la Administración Nacional de la Seguridad Social (ANSES), detalló las medidas para ayudar a los damnificados por las inundaciones, mediante líneas de crédito con bajas tasas de interés y subsidios a jubilados y pensionados, los beneficiarios de la Asignación Universal por Hijo (AUH) y por Embarazo (AUE), de las Asignaciones Familiares y el Seguro Desempleo, abarcando así a los damnificados más vulnerables. fueron beneficiados las personas que perciben la jubilación mínima o una pensión contributiva, beneficiarios de la Asignación Universal por Hijo, Salario Familiar y Plan Progresar. Los vecinos solicitaron subsidios para todos los damnificados, el Estado nacional les ofreció créditos a pagar con bajas tasa de interés, se les ofreció subsidios para jubilados y embarazadas. También solicitaron el cese del cobro de impuestos y tasas municipales y nacionales.
Estos beneficios estarían disponibles a los damnificados por las inundaciones en la Ciudad Autónoma de Buenos Aires, La Plata, La Matanza, San Martín, Berisso y Ensenada. Según consta en el Presupuesto, la Secretaría de Desarrollo Social, $30.000.000 serán destinados a subsidios para platenses que el sufrieron la inundación, según informaron a Diagonales concejales del oficialismo.

### Monto de las pérdidas

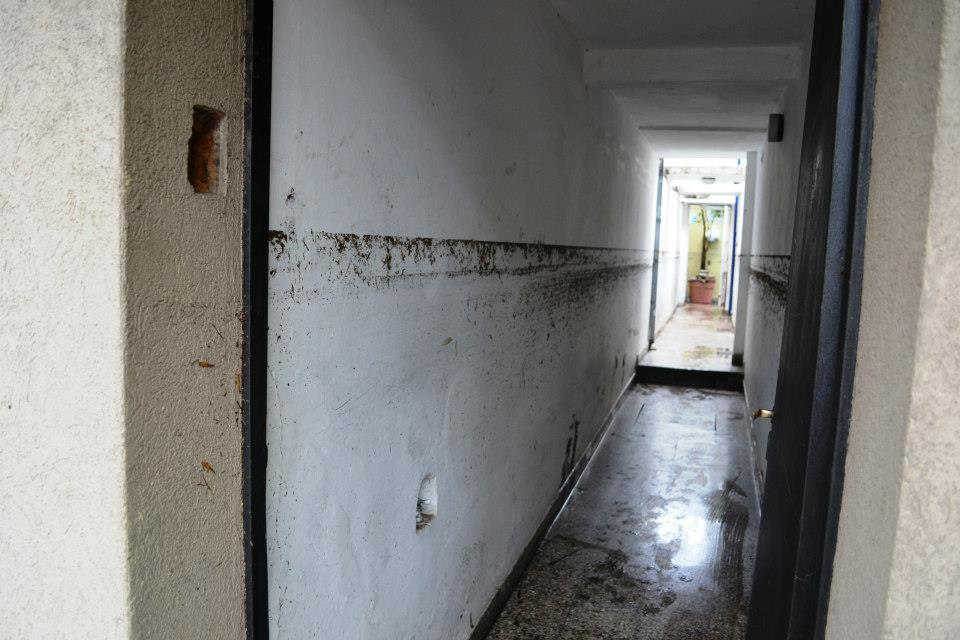
Marcas de la altura que alcanzó el agua en algunas casas del barrio de La Loma.

Según el Diario Clarín, las pérdidas por las inundaciones en La Plata ascendieron a los $2.618 millones. Uno de cada cuatro inmuebles se vio directamente afectado por la tormenta y cada familia afectada necesitaría en promedio $78 mil para arreglar su vivienda y adquirir los bienes que perdió. Según un informe preliminar que realizaron en el municipio de La Plata, 58.582 propiedades se vieron afectadas por las lluvias. Del total de inmuebles afectados, 55.716 corresponden a viviendas, mientras que 2.846 a comercios y cocheras. Se estima que el 25% de los vecinos de La Plata se vio directamente afectados por la catástrofe, mientras que la cifra supera el 55% de la población del partido si se contemplan los que perdieron un auto o los que sufrieron otro tipo de perjuicios.
Tras la inundación se puso en marcha un plan de obras hidráulicas, para duplicar el sistema de escurrimiento de toda la región capital bonaerense (La Plata, Berisso y Ensenada). El plan es instrumentado a través de la Dirección de Obras Hidráulicas, que demandará una inversión por parte de la provincia de unos $ 2.000 millones -financiados en gran parte por el Gobierno nacional- y que se realizará en etapas paralelas, donde uno de los principales objetivos es ensanchar el cauce del arroyo El Gato que recibe el 70% del agua que escurre en la región capital -conduce toda el agua del casco urbano más la proveniente de los arroyos Regimiento y Pérez- y la derrama en el Río de la Plata.

### Despliegue del Ejército Argentino

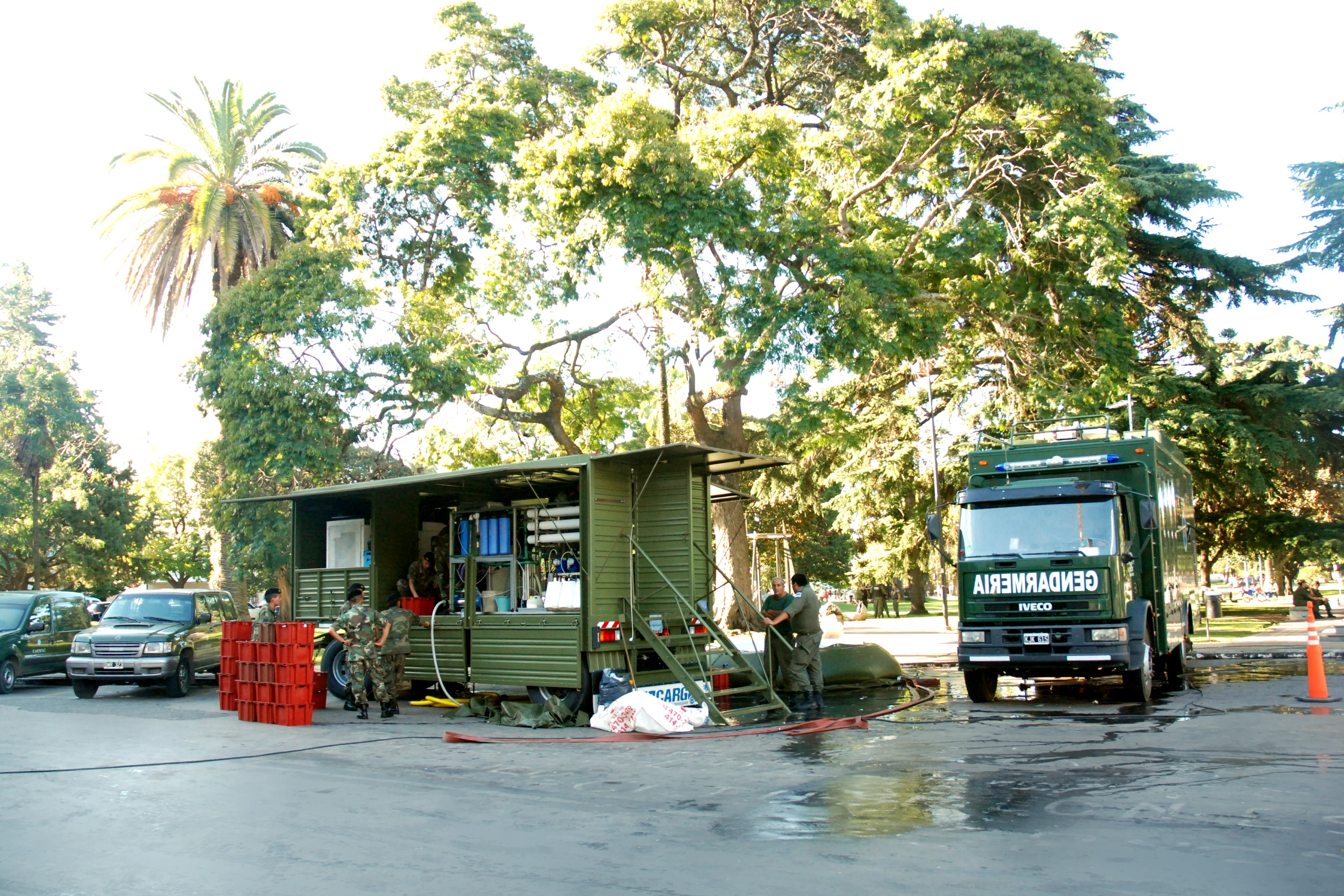
Planta potabilizadora de agua junto a un camión de Gendarmería, en calle 2 entre 51 y 53, frente al Ministerio de Seguridad de la Provincia de Buenos Aires.

La presidenta decidió la intervención militar. Por orden del Ministerio de Defensa, el Ejército Argentino inició un despliegue que llegaría a sumar un total de 1200 efectivos. La I Brigada Blindada activó un comité de crisis, en donde el Regimiento de Infantería Mecanizado 7, el Escuadrón de Exploración de Caballería Blindado 1 y el Regimiento de Caballería de Tanques 8 comenzaron tareas de evacuación y traslado de personas. En el centro de La Plata se instaló una planta potabilizadora móvil con capacidad de 2.000 litros de agua por hora, apoyado por una ensachetadora.

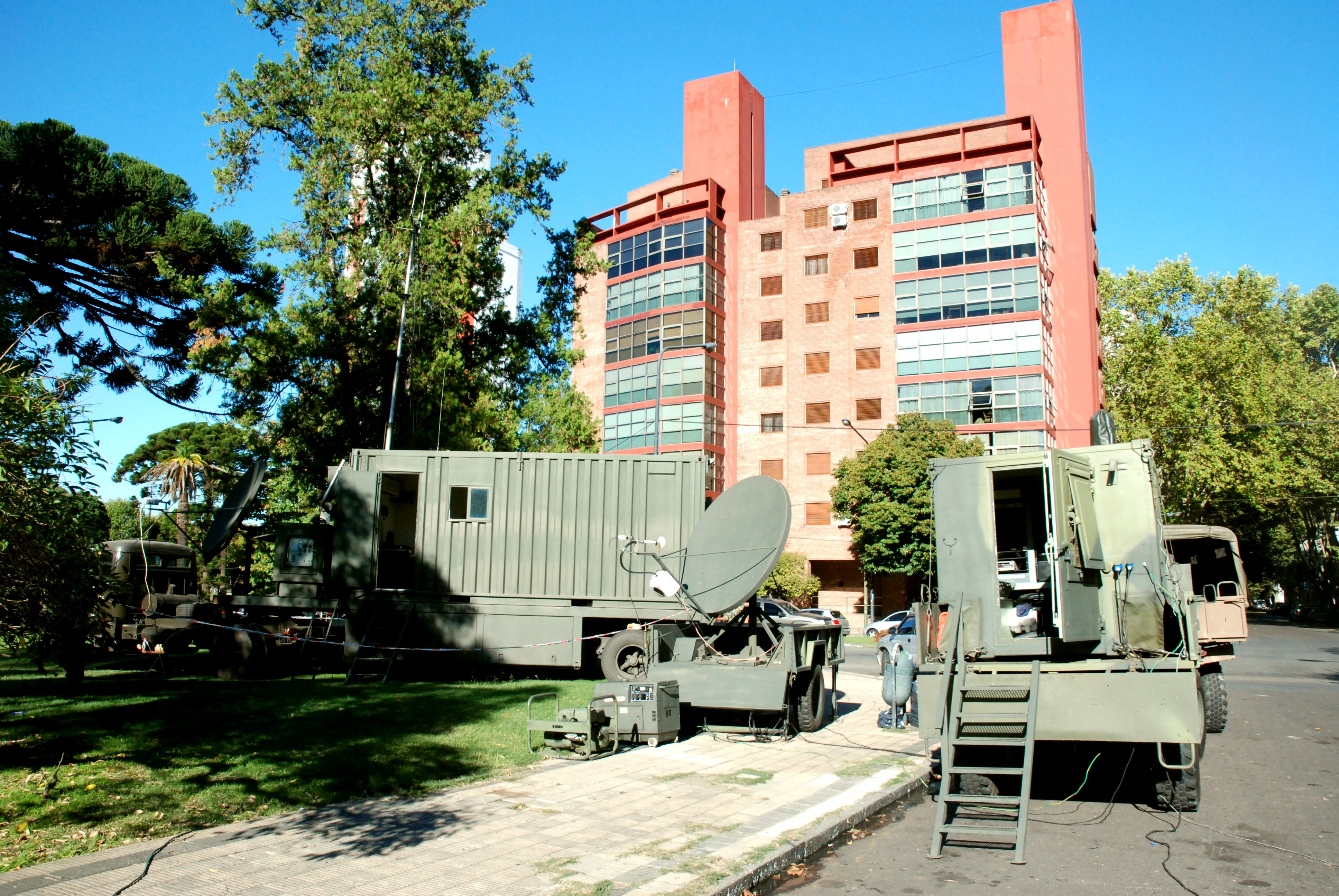
Vehículos del Ejército con equipos de comunicaciones en la Plaza Rivadavia.

El Batallón de Ingenieros 601, el Regimiento de Asalto Aéreo 601, El Comando de la Guarnición Militar Buenos Aires, el Colegio Militar de la Nación, la Escuela de Suboficiales del Ejército «Sargento Cabral», el Regimiento de Infantería 1 y la Compañía Policía Militar 601 se fueron agregando a las tareas, que pasaron a incluir también la carga, transporte y entrega de efectos en los más de 80 camiones movilizados.
El desborde en los centros logísticos debido a la gran cantidad de donaciones hizo que la Agrupación de Comunicaciones 601 pasara a operar como receptora de efectos aportados por la sociedad, a la que días después debió sumarse el Regimiento de Infantería Mecanizado 7 con el aporte de sus instalaciones.
El Colegio Militar de la Nación aportó 60 cadetes de sanidad a los centros de salud involucrados en las tareas de asistencia.
Desde Olavarría, el Escuadrón de Ingenieros Blindado 1 desplegó zapadores para tareas de remoción de residuos que, con la colaboración de otras unidades, lograron recolectarse decenas de miles de toneladas.
El sostén teleinformático e integrado del Ejército con las diferentes Fuerzas de Seguridad e instituciones como Defensa Civil, Cáritas y la Cruz Roja estuvo a cargo del personal y equipos de la Compañía de Comunicaciones 601, el Batallón de Comunicaciones 602 y el Escuadrón de Comunicaciones Blindado 1. Estas unidades aportaron telefonía satelital, videoconferencias, transmisión de imágenes e Internet, y contaron con el apoyo cartográfico del Escuadrón de Inteligencia Blindado 1.

### Solidaridad

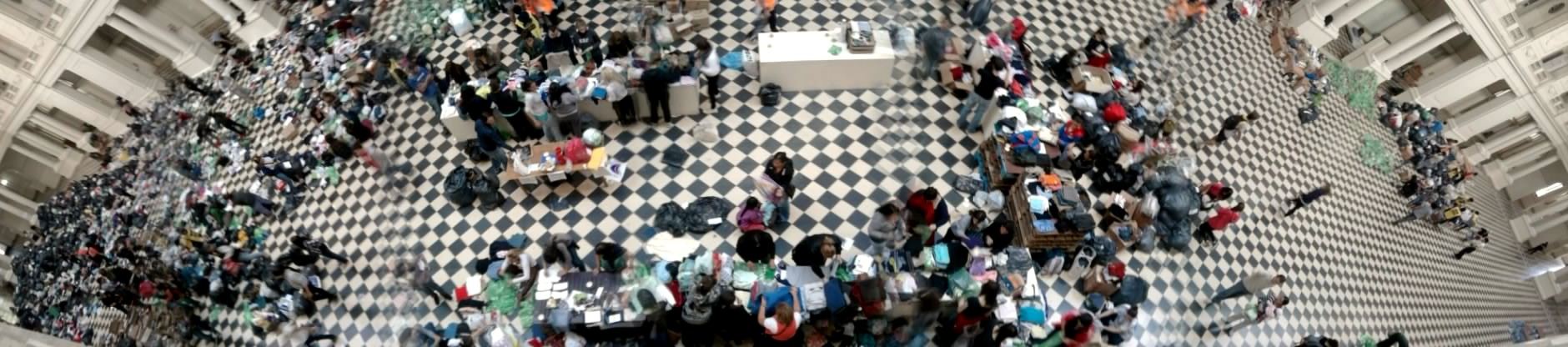
Centro de recepción y distribución de donaciones de la Municipalidad de La Plata, ubicado en el Pasaje Dardo Rocha.

Distintos sectores de la sociedad argentina se movilizaron para reunir donaciones en beneficio de los damnificados. Se lograron reunir y remitir toda clase de géneros, desde materiales de limpieza, alimentos, colchones y frazadas hasta electrodomésticos, provenientes de todos los puntos del país y fueron distribuidas por las zonas afectas. Debido a la cantidad de donaciones se complicó la organización de los envíos. Miles de jóvenes de todo el país se movilizaron a las zonas afectadas para realizar trabajo voluntario en la restauración de los barrios que habían quedado destruidos por las inundaciones.

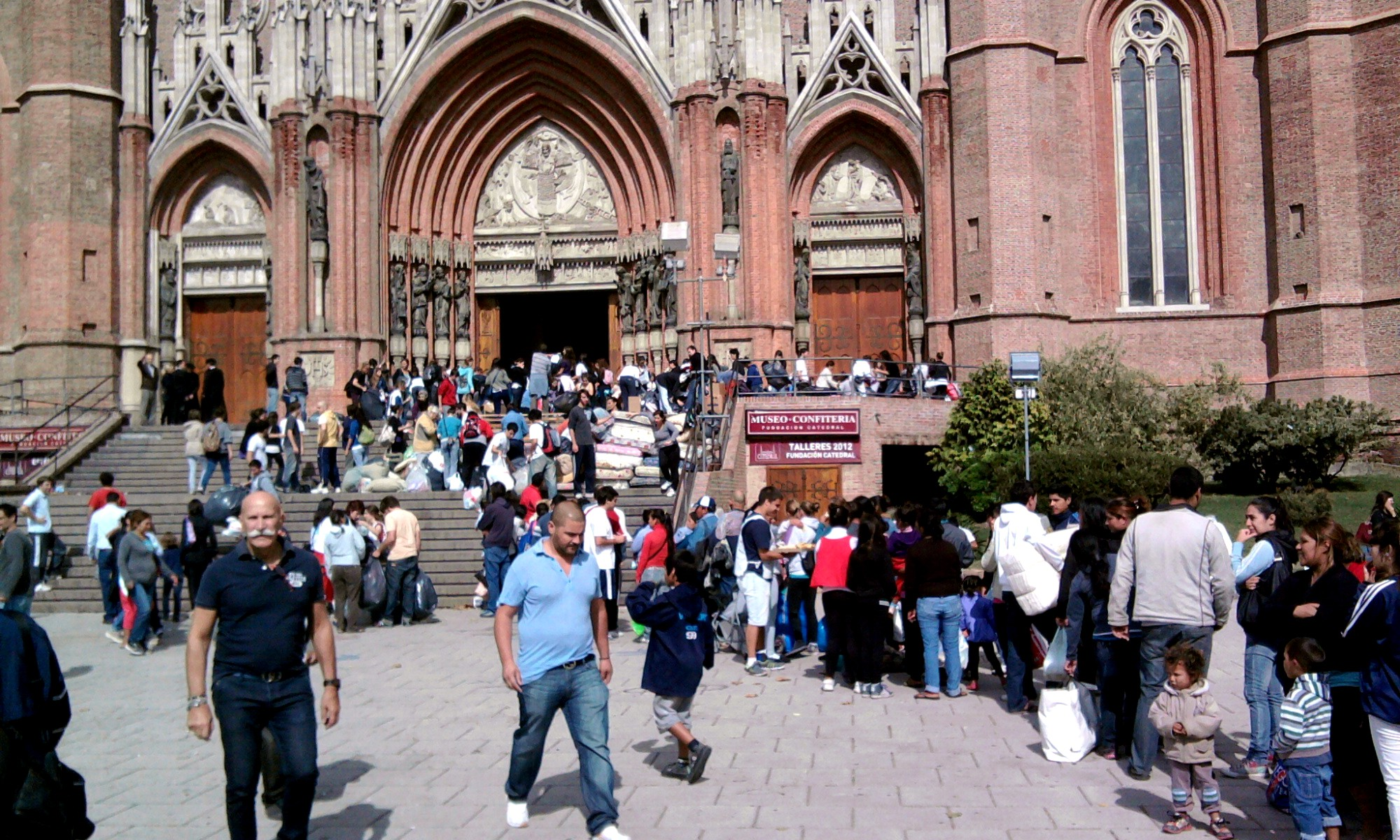
Centro de recepción y distribución de donaciones en la Catedral de La Plata.

El papa Francisco donó US$ 50 000 para ayudar a los inundados. Miles de jóvenes de todo el país se movilizaron a las zonas afectadas para realizar trabajo voluntario en la restauración de los barrios que habían quedado destruidos por las inundaciones. Si bien en su mayoría se trató de jóvenes autoconvocados, parroquias y grupos de scouts, también participaron jóvenes militantes de agrupaciones políticas y sociales.